# Verdrag van Londen (1814)
Het Verdrag van Londen van 1814 werd op 13 augustus tussen Groot-Brittannië en Nederland gesloten. Het verdrag regelde als resultaat van de napoleontische oorlogen de teruggave aan Nederland van diens voormalige koloniën, die tijdens de napoleontische oorlogen grotendeels in Engelse handen waren gekomen. 

## Beperkingen
Het verdrag voorzag in herstel van de status quo van 1803. Van deze teruggave waren drie gebieden uitgesloten:
- Berbice, Essequibo, Demerara in de West en de Kaapkolonie in Afrika;
- Ceylon, doordat dit eiland al bij de Vrede van Amiens van 1802 (dus vóór 1803) definitief aan de Britten was overgedragen.

Hiernaast bleef ook de Malabarkust in Britse handen, in ruil voor de overdracht van het eiland Bangka aan Nederland.

## Hindernissen
De teruggave verliep niet vlekkeloos. De onoverzichtelijke situatie in de Indonesische Archipel was hieraan debet. Grote delen van dat wingewest waren voor westerlingen nog onontdekt, en dat gold vooral voor het westelijk gedeelte ervan, dat gedeelte dat juist een grensgebied vormde tussen de Nederlandse en de Britse invloedssfeer. Daarbij kwam dat het verdrag werd gesloten tussen twee regeringen. Wat de ambtenaren die ter plaatse de bepalingen moesten uitvoeren, ervan dachten, was een heel andere zaak. Aan Britse zijde waren die ambtenaren nog gebonden aan de British East India Company, die weliswaar in haar nadagen was en onder overheidsgezag stond. Maar toch waren deze functionarissen overwegend tegen de teruggave gekant, en hun medewerking verliep verre van soepel.
De uitvoering werd vervolgens nog vertraagd doordat Napoleon in 1815 onverwacht van Elba, waarheen hij was verbannen, terugkeerde. De teruggave was pas op 19 augustus 1816 een feit.

## Slavenhandel
Het verdrag nam ook nota van een verklaring van 15 juni 1814 door de Nederlanders, die stelde dat de schepen voor de slavenhandel niet meer in Britse havens werden toegelaten en dat men ermee instemde dat deze beperking tot een verbod op betrokkenheid bij de slavenhandel door Nederlandse burgers werd uitgebreid.

## Verdragen van Londen
Er bestaan vele overeenkomsten die worden aangeduid met de naam Verdrag van Londen. Drie daarvan  werden gesloten tussen Nederland en Groot-Brittannië betreffende de koloniën: 
- het hier besproken Verdrag van Londen (1814)
- het Verdrag van Londen (1824)
- het Verdrag van Londen (1871).